# Sidi Redouane
Sidi Redouane är en ort i Marocko.   Den ligger i provinsen Ouezzane och regionen Tanger-Tétouan-Al Hoceïma, 150 km nordost om huvudstaden Rabat.